# برنارد ديساو
برنارد ديساو (بالألمانية: Bernardo Dessau) (و. 1863 – 1949 م) هو فيزيائي، وأستاذ جامعي من ألمانيا . ولد في أوفنباخ أم ماين .
توفي في بيروجيا ، عن عمر يناهز 86 عاماً.